# ایتاباشی-شوکو

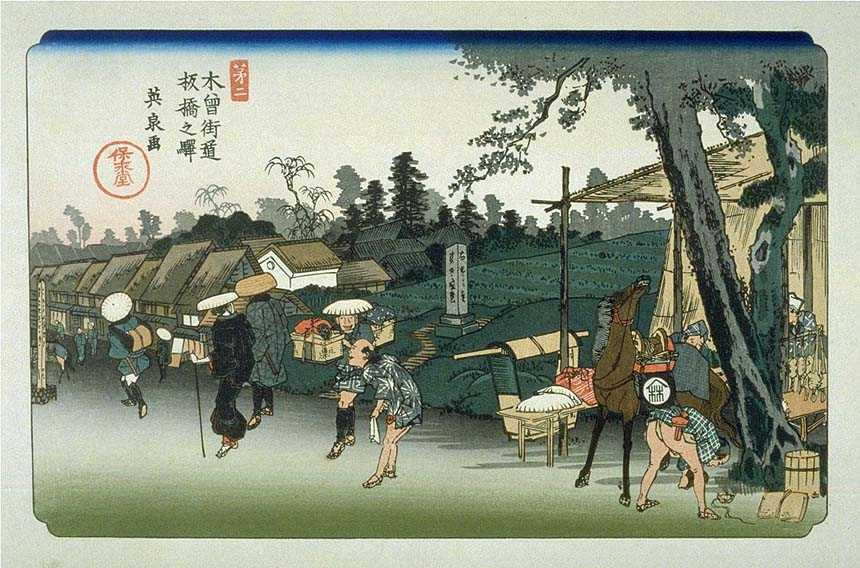
چاپ کیسای آیزن از ایتاباشی-شوکو، بخشی از مجموعه شصت و نه ایستگاه کیسو کایدو

ایتاباشی-شوکو (به ژاپنی: 板橋宿, Itabashi-shuku)، اولین ایستگاه از شصت و نه ایستگاه  ناکاسندو بود.  در ایتاباشی-کو، توکیو،  توکیو،  ژاپن واقع شده است.